# Ringwood (Oklahoma)
Ringwood és un poble dels Estats Units a l'estat d'Oklahoma. Segons el cens del 2000 tenia 424 habitants.

## Demografia
Segons el cens del 2000, Ringwood tenia 424 habitants, 160 habitatges, i 120 famílies. La densitat de població era de 188,2 habitants per km².
Dels 160 habitatges en un 35,6% hi vivien nens de menys de 18 anys, en un 62,5% hi vivien parelles casades, en un 4,4% dones solteres, i en un 25% no eren unitats familiars. En el 23,1% dels habitatges hi vivien persones soles el 15,6% de les quals corresponia a persones de 65 anys o més que vivien soles. El nombre mitjà de persones vivint en cada habitatge era de 2,65 i el nombre mitjà de persones que vivien en cada família era de 3,13.
Per edats la població es repartia de la següent manera: un 29,7% tenia menys de 18 anys, un 8,5% entre 18 i 24, un 25,9% entre 25 i 44, un 18,6% de 45 a 60 i un 17,2% 65 anys o més.
L'edat mediana era de 35 anys. Per cada 100 dones de 18 o més anys hi havia 98,7 homes.
La renda mediana per habitatge era de 30.000 $ i la renda mediana per família de 40.250 $. Els homes tenien una renda mediana de 26.250 $ mentre que les dones 18.750 $. La renda per capita de la població era de 15.809 $. Entorn del 19,2% de les famílies i el 22,1% de la població estaven per davall del llindar de pobresa.

## Poblacions més properes
El següent diagrama mostra les poblacions més properes.